# Dragon Age (журнал)
Gekkan Dragon Age (яп. 月刊ドラゴンエイジ гэккан дорагон эйдзи, «Ежемесячный „Век Дракона“») — ежемесячный японский журнал сёнэн-манги, выпускаемый издательством Fujimi Shobo. Был создан в 2003 году как наследник двух закрытых ныне журналов — ежемесячного Comic Dragon и ежемесячного Dragon Junior, также выпускаемых Fujimi Shobo.

## Манга в журнале
- A-kun (17) no Senso
- Armored Core: Tower City Blade
- Black Blood Brothers
- Blaze
- Buraidan Bremen
- Chrome Shelled Regios Missing Mail[5]
- Chrono Crusade
- Dakara Boku wa, H ga Dekinai.
- Demon Heart
- Densetsu no Yūsha no Densetsu
- Densha Gakuen Mohamohagumi
- Devel 17 Hōkago no Kyōsenshi
- Diebuster
- Dorotea: Majo no Kanazuchi
- Full Metal Panic! Σ
- Galaxy Angel
- Goshūshō-sama Ninomiya-kun
- Gosick
- Hageruya!
- Hekikai no AiON
- Highschool of the Dead
- Iinari! Aibure-shon
- Ikoku Meiro no Kurowāze
- ImoCho
- Kamen no Maid Guy
- Kanon
- Karin
- Kawaikereba Hentai demo Suki ni Natte Kuremasuka?
- Kaze no Stigma
- Kiyoshirō Denki File
- Chrome Shelled Regios
- Kyoshiro and the Eternal Sky
- Lemon ni Vitamin C wa Sorehodo Fukumareteinai
- Lolicon Phoenix
- Maburaho
- Marianas Densetsu
- Mei no Naisho
- Mizore no Kyōshitsu
- Mizuiro Splash
- Namara! My Love
- Nodoka Nobody
- Orufiina Saga
- Omamori Himari[6]
- Ore Fetish: Ichigo-chan Ki o Tsukete
- Otaku no Musume-san
- Pixy Gale
- Reimondo
- Rocket Knights
- Rune Factory 2
- Sasami: Mahou Shoujo Club
- Satōgashi no Dangan wa Uchinukenai
- Scrapped Princess
- Shinigami to Chocolate Parfait
- Slayers Evolution-R
- Slayers Revolution
- Strain: Strategic Armored Infantry
- Someday's Dreamers
- Supa Supa
- Tenchi Muyo!
- Tengoku kara Miteita Umi
- Tetsunagi Kooni
- The Third
- Tsubame Shindorōmu
- Tsuiteru Kanojo
- Triage X
- Unlimited Wings
- Variante
- Yaeka no Karte
- Yami ni Koishita Hitsuji-chan
- Zero In

## Приложения

### Dragon Age Pure
Журнал сёнэн-манги Dragon Age Pure (яп. ドラゴンエイジピュア дорагон эйдзи пюа) являлся специальным приложением Dragon Age. Впервые он появился в продаже 30 января 2006 года. Изначально Dragon Age Pure продавался ежеквартально, а с четвёртого номера в апреле 2007 года стал издаваться дважды в месяц. Последний пятнадцатый номер журнала был опубликован 20 февраля 2009 года.
| - @ Home - Armored Core:Tower City Blade - bee-be-beat it! - Chrome Shelled Regios - Clannad: Tomoyo Dearest - Crimson Grave - Diebuster - Dolls Girl - Hime no Namida wa Todomaranai - Ikoku Meiro no Kurowāze - Kanon - Maken-ki! |  | - Maid o Nerae! - Mei no Naisho - Munto - Nightly Knight - Orichalcum Reycal - Room No.1301 - Seitokai no Ichizon - Supa Supa - Tomoyo After: Dear Shining Memories - Yūgengaisha Kobold Shiritsutanteisha - Otome no Iroha |

### Anicolle Dragon
В Anicolle Dragon (яп. ドアニコレドラゴン), выходящем с 2004 года, публикуется информация об аниме и различных товарах и сувенирах.